# Byzantinische Herrschaft in Ägypten

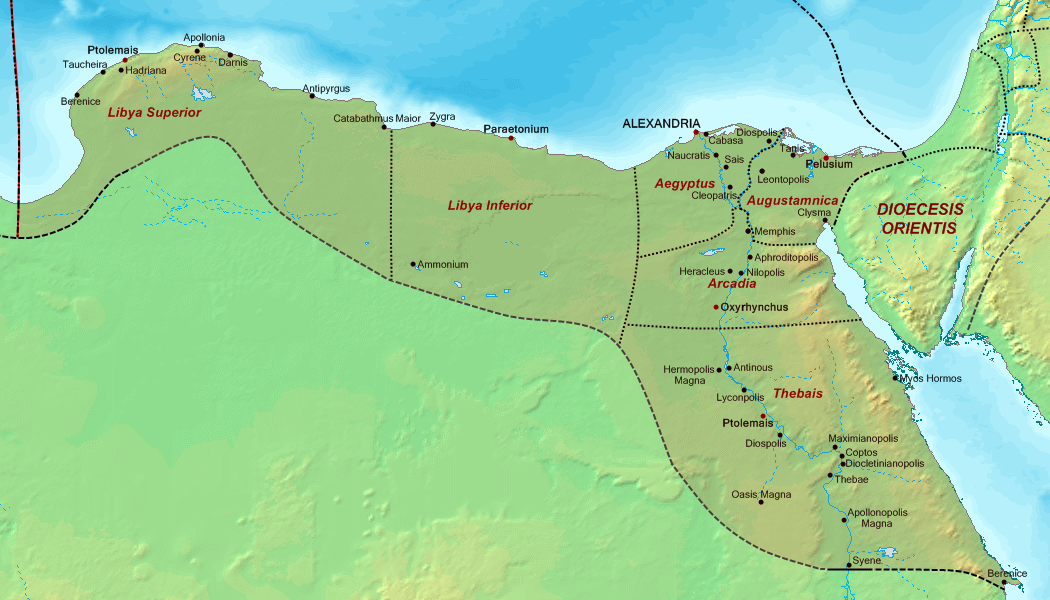
Die oströmische Provinzeinteilung Ägyptens um 400 n. Chr. Später kamen durch Teilungen zwei weitere Provinzen hinzu (Augustamnica II und Thebais II).

Die byzantinische Zeit begann in der Geschichte Ägyptens 395 mit der Aufteilung des Römischen Reichs, woraufhin Ägypten zum byzantinischen Ostreich gehörte. Ebenso kann die byzantinische Zeit als bruchlose Fortsetzung, präziser: spätantike, und damit zweite griechisch-römische Phase des Landes verstanden werden. Mit der Eroberung des Landes durch die Araber im Jahre 642, endete die Zeit.

## Bedeutung
Die spätantike Epoche Ägyptens war gekennzeichnet durch die endgültige Durchsetzung des Christentums, das in Ägypten, zumal in Alexandria, schon früh viele Anhänger gefunden hatte. Die verschiedenen Patriarchen Alexandrias predigten die unterschiedlichsten Lehren, manchmal wurden sie mit Gewalt durchgesetzt. Zugleich blühte am Nil das Koinobitentum auf, das frühe Klosterwesen.

## Chronologische Abschnitte
Zur Zeit des ersten oströmischen Kaisers Arcadius war der „Gründer“ der ägyptischen koptischen Kirche, Schenute von Atripe, Vorsteher des Weißen Klosters bei Sohag. Theophilos von Alexandria versuchte seine Lehre, dass Gott in menschlicher Gestalt auftrete, mithin anthropomorph sei, mit Gewalt gegen seine Gegner durchzusetzen.
408 bestieg der junge Kaiser Theodosius II. als Kind den Thron von Ostrom. Vier Jahre später starb Theophilus von Alexandria. Sein Nachfolger wurde Kyrill, einer der mächtigsten Kirchenmänner seiner Zeit, der 431 auf dem ökumenischen Konzil von Ephesos seine theologischen Positionen für die Reichskirche verbindlich durchsetzen konnte und bis heute als wichtigste Gründergestalt der Miaphysiten gilt. In Alexandria wurde 415 die bedeutende heidnische Philosophin Hypatia von einem christlichen Mob auf offener Straße ermordet; doch auch nach ihr gab es noch jahrzehntelang pagane Gelehrte in der Stadt.
Kyrills Nachfolger Dioskoros, der 444 das Patriarchenamt übernahm, konnte sich auf der so genannten Räubersynode von Ephesos 449 mit seiner monophysitischen Lehre zunächst durchsetzen. Doch nur zwei Jahre später kam es auf dem vierten ökumenischen Konzil in Chalcedon zur Spaltung: Papst Leo der Große verwarf die monophysitische Lehre, und die Konzilsmehrheit und Kaiser Markian schlossen sich dieser Position an. Die Ägypter hielten aber mehrheitlich an der Ablehnung der Konzilsbeschlüsse fest, was in den folgenden 200 Jahren immer wieder zu Spannungen zwischen Ägypten und Konstantinopel führte. Markian bekämpfte während seiner Herrschaft (450–457) zudem die Nubier und Blemmyer. Für das Jahr 502 ist eine Hungersnot in Ägypten belegt. Im Übrigen erlebte das Land aber, praktisch ungestört von äußeren Angriffen, eine Friedenszeit und eine wirtschaftliche Blüte. Ägyptisches Getreide versorgte Konstantinopel.
Kaiser Justinian I. erließ während seiner Regierungszeit neue Verwaltungsregeln für das Land. Ägypten war im 6. Jahrhundert eine der reichsten und wichtigsten Provinzen des Oströmischen Reiches. In Alexandria wurde die antike Bildung noch lange gepflegt, und auch auf dem Land gab es am Nil noch in dieser Zeit Menschen, die eine klassisch-griechische Erziehung (paideia) genossen hatten, wie das Beispiel des Dioskoros von Aphrodito zeigt. Unter Justinian wurde allerdings 535 oder 537 der letzte offiziell geduldete pagane Tempel Ägyptens, das Isisheiligtum von Philae, von kaiserlichen Soldaten geschlossen. In seinen ersten Regierungsjahren musste Kaiser Maurikios (582–602) die gefährliche Rebellion des Abaskiron niederschlagen.
Erst im 7. Jahrhundert endete die lange Zeit des äußeren Friedens: 619 fielen die sassanidischen Perser unter Chosrau II. in Ägypten ein und nahmen Alexandria ein; Chosrau II. begann damit, das Land administrativ in sein Reich zu integrieren; es finden sich diverse persische Papyri und Kleider aus den elf Jahren der sassanidischen Herrschaft. Doch nach dem Sieg des Kaisers Herakleios zogen die Perser bis 630 wieder ab.
Der oströmische Triumph währte aber nicht lange: Die Araber begannen seit 632 im Rahmen der islamischen Expansion die Eroberung Ägyptens. 636 fiel Damaskus und die kaiserliche Armee wurde in Syrien entscheidend geschlagen. Der arabische Feldherr ʿAmr ibn al-ʿĀs eroberte für seinen Kalifen ʿUmar ibn al-Chattāb Pelusium und schlug ein oströmisches Heer 641 bei Heliopolis, 642 fiel Alexandria und spätestens 647 die gegen Ende des 6. Jahrhunderts dem byzantinischen Ägypten zugeschlagene Provinz Tripolitanien. Damit begann in Ägypten die frühislamische Zeit. Einige Jahrzehnte später wurde Griechisch als Verwaltungssprache durch Arabisch ersetzt.